# Ivan Udodov
Ivan Vasilevici Udodov (în rusă Иван Васильевич Удодов, n. 20 mai 1924, Gluboky⁠(d), Donetsk Governorate⁠(d), URSS – d. 16 octombrie 1981, Rostov-pe-Don, RSFS Rusă, URSS) a fost un halterofil rus care a cucerit o medalie olimpică de aur în 1952 și un titlu mondial în 1953, ambele la categoria -56 kg. După ce a avansat într-o clasă superioară de greutate (-60 kg) a câștigat medalii de argint la Campionatele Mondiale din 1954 și 1955. Între 1952 și 1954 Udodov a stabilit patru recorduri mondiale: unul la smuls, unul la aruncat, și alte două la general.
În 1941, pe când Udodov avea 17 ani, a fost capturat de germani și deportat în lagărul de concentrare Buchenwald. Când a fost eliberat în 1945, el cântărea aproximativ 30 de kg și nu putea să meargă pe propriile picioare. El s-a apucat de haltere pentru a-și recupera puterea, și în 1949 a reușit să termine al doilea la Campionatul Uniunii Sovietice la haltere, categoria -56 kg. În 1950 a absolvit Facultatea de Educație Fizică din Rostov. El a câștigat campionatul național între anii 1950-1952. În 1954 Udodov a trecut la categoria pană, și a stabilit două recorduri mondiale, dar a avut mai puțin succes în competiții, reușind să câștige singurul titlu național la această categorie în 1956. În același an, el nu a fost inclus în cadrul echipei olimpice din cauza unei accidentări. S-a retras din competiții pentru a deveni șofer de camion și mai târziu antrenor de haltere în Rostov. A murit în 1981, fiind înmormântat la Cimitirul de Nord din Rostov-pe-Don.